# Calymniodes
Calymniodes is een geslacht van vlinders van de familie Uilen (Noctuidae), uit de onderfamilie Acronictinae.

## Soorten
- Calymniodes acamas Herrich-Schäffer, 1869
- Calymniodes conchylis Guenée, 1852
- Calymniodes pyrostrota Dognin, 1907
- Calymniodes turcica Druce, 1908